# Neromia cohaerens
Neromia cohaerens är en fjärilsart som beskrevs av Louis Beethoven Prout 1916. Neromia cohaerens ingår i släktet Neromia och familjen mätare. Inga underarter finns listade i Catalogue of Life.